# Rubus fellatae
Rubus fellatae är en rosväxtart som beskrevs av Auguste Jean Baptiste Chevalier. Rubus fellatae ingår i släktet rubusar, och familjen rosväxter. Inga underarter finns listade i Catalogue of Life.